# IC 4718
IC 4718 — галактика типу Sb (компактна витягнута галактика) у сузір'ї Павич.
Цей об'єкт міститься в оригінальній редакції індексного каталогу.